# Danais microcarpa
Danais microcarpa är en måreväxtart som beskrevs av John Gilbert Baker. Danais microcarpa ingår i släktet Danais och familjen måreväxter.
Artens utbredningsområde är Madagaskar. Inga underarter finns listade i Catalogue of Life.